# V zimním slunci
V zimním slunci (W zimowym słońcu) – tomik wierszy czeskiego poety Josefa Václava Sládka, opublikowany w 1897, zaliczający się do nurtu liryki osobistej. Zawiera przede wszystkim sonety o charakterze refleksyjnym. W skład zbiorku wchodzi również  Mělnická ballada.